# Clearwater River (North Thompson River)
Der Clearwater River (englisch für „Klarwasser-Fluss“) ist ein rechter Nebenfluss des North Thompson River in der kanadischen Provinz British Columbia.

## Flusslauf
Der Fluss verläuft mit Ausnahme der letzten 5 Kilometer vollständig innerhalb des Wells Gray Provincial Parks.
Der Clearwater River entspringt an der Nordostflanke des Mount Goodall in den Cariboo Mountains. Er umfließt nördlich den Berg und wendet sich anschließend nach Süden. Der Clearwater River durchfließt den Hobson Lake, nimmt später von links den Azure River auf und durchfließt im Anschluss den Clearwater Lake. Später nimmt der Clearwater River den Murtle River von links sowie den Mahood River von rechts auf und erreicht schließlich bei Clearwater den nach Westen fließenden North Thompson River. Am Mündungsbereich liegt der kleine North Thompson River Provincial Park. Der Clearwater River hat eine Länge von etwa 160 km.

## Hydrologie
Der Clearwater River entwässert ein Areal von 10.300 km². Der mittlere Abfluss beträgt 225 m³/s. In der Zeit von Mai bis Juli führt der Fluss die größten Wassermengen.